# Edmundo Sussumu Fujita

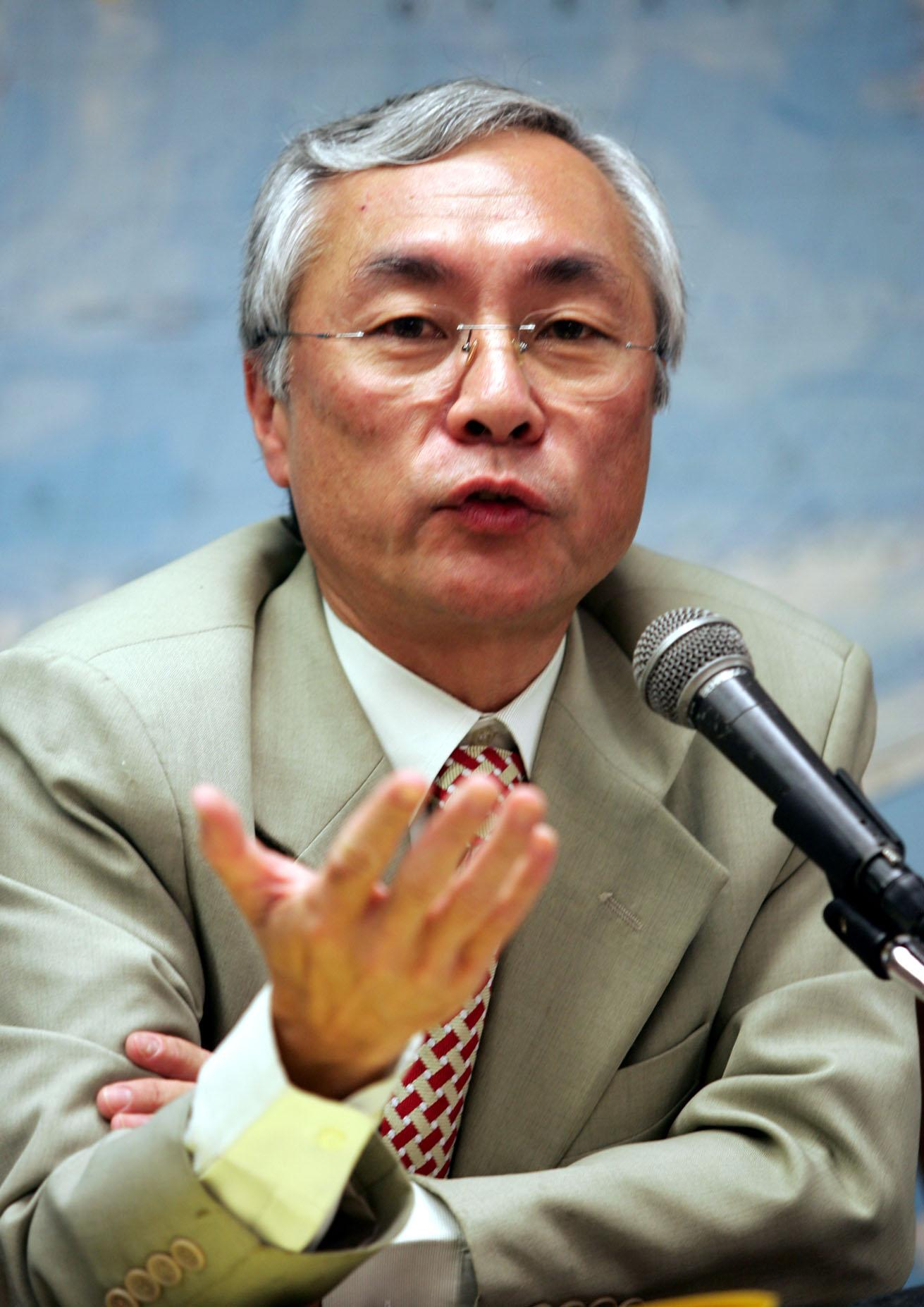
Edmundo Sussumu Fujita

Edmundo Sussumu Fujita (* 7. März 1950 in São Paulo; † 6. April 2016 ebenda) war ein brasilianischer Diplomat.

## Leben
Edmundo Sussumu Fujita war der Sohn von Chiyoko Fujita und Yoshiro Fujita. Er erwarb 1972 den Bachelor of Laws an der Universität von São Paulo. 1990 war er Gesandtschaftsrat beim UN-Hauptquartier. 1993 war er Stellvertreter des Vertreters der brasilianischen Regierung im UN-Sicherheitsrat. Von Oktober 2005 bis April 2009 war er Botschafter in Jakarta.
Am 27. November 2008 wurde er zum Botschafter in Seoul ernannt. Die Amtszeit begann im April 2009 und endete im September 2015.